# Андреас Вальцер
Андреас Вальцер (нім. Andreas Walzer, 20 травня 1970) — німецький велогонщик.
Олімпійський чемпіон 1992 року в командній гонці переслідування.